# Destined with You
Destined with You (koreanska: 이 연애는 불가항력) är en sydkoreansk romantisk dramaserie som hade premiär på strömningstjänsten Netflix den 23 augusti 2023. Första säsongen består av tio avsnitt.

## Handling
Serien kretsar kring en framgångsrik advokat som har allt men som plågas av en familjeförbannelse, och den som sitter på nyckeln att lösa förbannelser är en vanlig tjänsteman.

## Rollista (i urval)
- Rowoon – Jang Shin-yu
- Jo Bo-ah – Lee Hong-jo
- Ha Jun – Kwon Jae-kyung
- Yura – Yoon Na-yeon
- Song Young-kyu – Yoon Hak-young
- Lee Pil-mo – Jang Se-hun